# Glacier View (Alaska)
Glacier View es un lugar designado por el censo situado en el borough de Matanuska-Susitna en el estado estadounidense de Alaska. Según el censo de 2010 tenía una población de 234 habitantes.

## Demografía
Según el censo de 2010, Glacier View tenía una población en la que el 94,0% eran blancos, 0,0% afroamericanos, 0,9% amerindios, 0,4% asiáticos, 0,0% isleños del Pacífico, el 0,0% de otras razas, y el 4,7% pertenecían a dos o más razas. Del total de la población el 3,0% eran hispanos o latinos de cualquier raza.

## Localidades adyacentes
El siguiente diagrama muestra a las localidades más próximas a Glacier View.